# Hydraulischer Widder

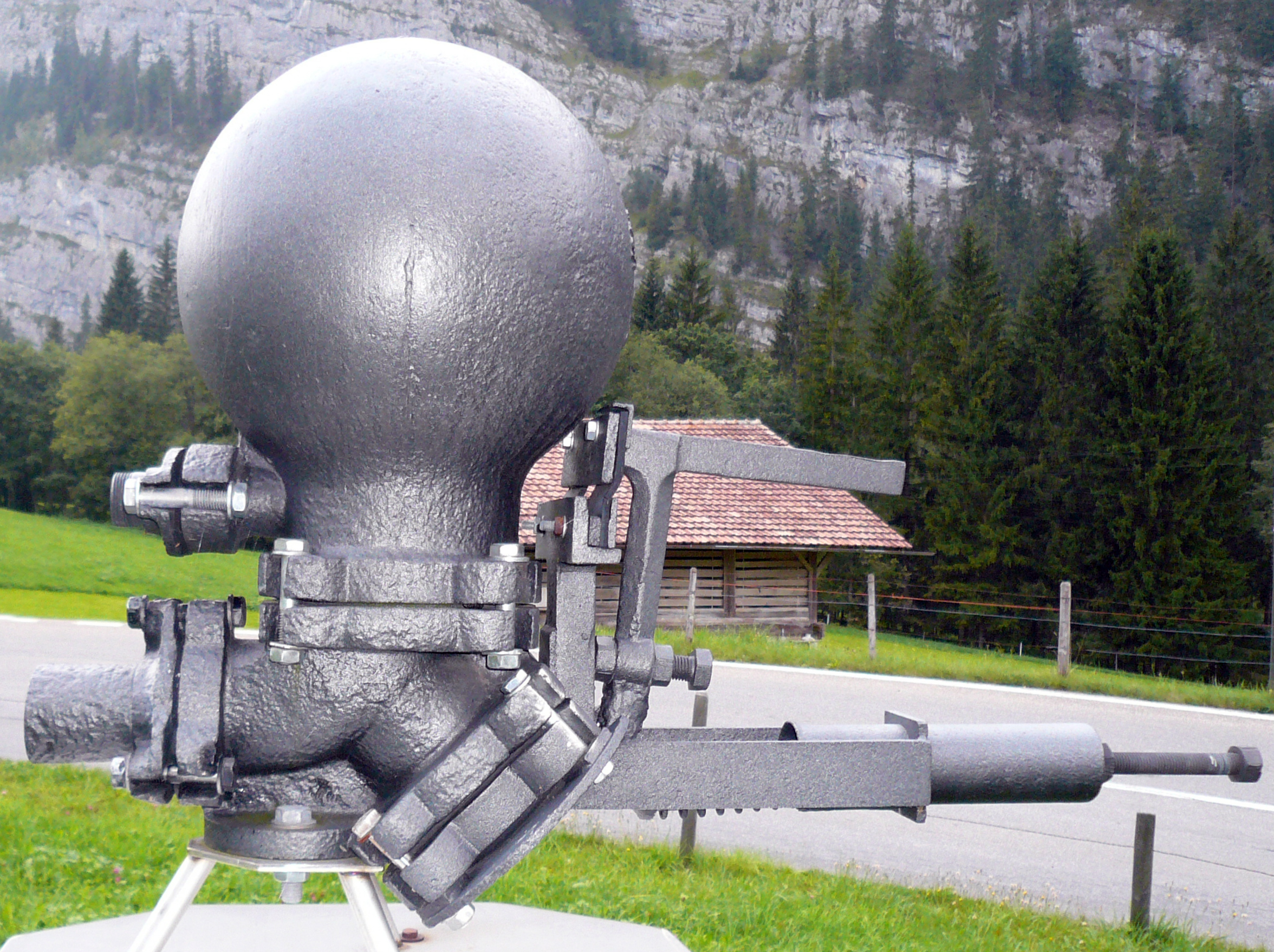
Hydraulischer Widder mit Windkessel, aus Gusseisen

Ein hydraulischer Widder, Stoßheber, Staudruck-Wasserheber oder Wasserwidder ist eine wassergetriebene, intermittierend arbeitende Pumpe. Der Widder nutzt den Druckstoß oder Staudruck-Effekt, um einen Teil des Wassers, mit dem die Pumpe angetrieben wird, auf ein höheres Niveau zu heben. Er eignet sich besonders für Pumpaufgaben in der Nähe von Fließgewässern mit zum Betrieb ausreichendem Gefälle.
Den gleichen Zweck erfüllt eine Lambachpumpe, jedoch arbeitet diese im Gegensatz zu einem hydraulischen Widder nicht mit der kinetischen Energie des Wassers, sondern mit der potentiellen Energie. Es wird nicht die Fließgeschwindigkeit, sondern der Wasserdruck genutzt. Lambachpumpen werden nicht mehr gebaut. Sie waren viel teurer als hydraulische Widder, hatten aber einen weit höheren Wirkungsgrad.

## Einsatzbereiche
Für Landwirtschaft, Berghütten und Ferienhäuser, die in der Nähe von fließenden Gewässern liegen, werden zur Wasserversorgung gerne Widder benutzt. Meist handelt es sich um Anwesen in abgelegenen Gegenden, die weder an die öffentliche Wasserversorgung noch an das öffentliche Stromnetz angeschlossen sind oder aus anderen Gründen nur zeitweilig genutzt werden.
Neue hydraulische Widder werden besonders in der Entwicklungshilfe eingesetzt. So gibt es zum Beispiel eine Anwendung hydraulischer Widder im südöstlichen China für die kleinbäuerliche Landwirtschaft als Alternative zu Dieselpumpen.

## Geschichte

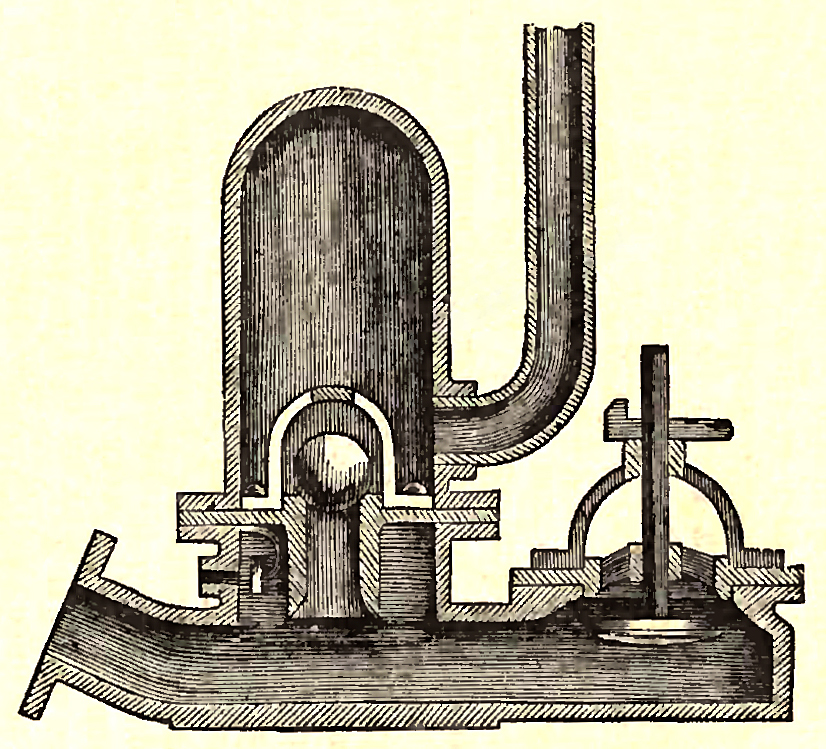
Hydraulischer Widder, Easton & Amos, 1851

Der hydraulische Widder ist die Automatisierung der 1772 von John Whitehurst erfundenen Pulsation Engine, bei der die durch das Schließen eines Wasserhahns hervorgerufene Wasserschlossschwingung eine Wassersäule über die Höhe des Zuflusses hebt. Durch wiederholtes Öffnen und Schließen des Hahns wurden größere Wassermengen gehoben. 1796 ersetzte der Franzose Joseph Michel Montgolfier den Wasserhahn der Pulsation Engine durch ein sich selbsttätig wieder verschließendes Ventil und entwickelte gemeinsam mit Aimé Argand den hydraulischen Widder. Von Montgolfier soll auch der Name stammen, denn er hat in seiner Patentschrift geschrieben, beim Schließen des Ventils entstehe eine Kraft „wie der Stoß eines Widders“.
Der hydraulische Widder wird zum ersten Mal in der Aufzeichnung der Académie des sciences vom 14. Juli 1797 erwähnt. Der „Bürger“ Montgolfier hatte einen Vortrag gehalten mit dem Titel Sur un moyen très simple d’élever l’eau des fleuves („Über ein sehr einfaches Mittel, das Wasser von Flüssen zu heben“). Das französische Patent für die Erfindung wurde bereits im November 1797 erteilt. Für England ist die Patenterteilung (Nummer 2207) am 13. Dezember 1797 an den Dampfmaschinenpionier Matthew Boulton nachgewiesen, der die Anmeldung in seinem Namen für Montgolfier vornahm.

Der erste hydraulische Widder in Deutschland wurde von dem Technikwissenschaftler Joseph von Baader (1763–1835) zu Beginn des 19. Jahrhunderts zur Wasserversorgung auf dem Landsitz des Grafen Montgelas in Bogenhausen bei München installiert.
Das erste amerikanische Patent wurde 1809 an J. Cerneau und S. S. Hallet erteilt. In den USA nahm das Interesse an hydraulischen Widdern ab etwa 1840 stark zu, als weitere Patente erteilt wurden und einheimische Unternehmen die Produktion aufnahmen.
Einer der ersten Hersteller in der Schweiz war Johann Georg Schlumpf, der 1885 den ersten hydraulischen Widder verkaufte. 1923 entwickelte er die „Selbstbelüftung“. Diese erledigte automatisch die regelmäßige Auffüllung des Luftpolsters, wodurch ein jahrzehntelanger wartungsfreier Betrieb möglich wurde.
Erst nach Mitte des 20. Jahrhunderts ging das Interesse wieder zurück, als sich die Anwendung der Elektrizität und damit elektrischer Pumpen ausbreiteten.
Seit den 1990er Jahren entwickelte die Schweizer Firma Schlumpf Innovations den selbstbelüfteten hydraulischen Widder von Johann Georg Schlumpf weiter. Es können inzwischen Förderhöhen bis 500 m und Förderleistungen bis 15.000 Litern pro Tag erreicht werden. Dies gelingt durch Verbesserung von Ventiltechnik und Taktung sowie Aufwicklung der Triebleitung mit anschließender Einbetonierung in einen kompakten Betonklotz, um die hohen stoßartigen Druckbelastungen abzufangen.

## Aufbau und Funktionsbeschreibung

Hydraulischer Widder (Rohrplan und Prinzip)

Funktion des Stoßventils

Ein hydraulischer Widder besteht aus folgenden Elementen:
- Einer ausreichend ergiebigen Wasserfassung als Vorratsbehälter (auf geringer Höhe),
- der Triebwasserleitung,
- dem hochdruckbeständigen und steifen Wasserschwungrohr mit endständigem Ventilsatz, bestehend aus
  - dem Stoßventil, das bei Erreichen eines bestimmten Durchflusses diesen abrupt stoppt und
  - dem Druckventil, das kurz wenig Wasser mit hohem Druck entweichen lässt in
- den „Windkessel“ als puffernden Druckbehälter, und
- der daran angeschlossenen Steigleitung (bis in größere Höhe).

Diese Komponenten bilden zusammen ein pulsierendes System, das nach einmaligem Anstoß selbstgesteuert weiterarbeitet, solange für ausreichend Wassernachschub gesorgt ist. Da das System nur zwei bewegliche Teile besitzt (Stoß- und Druckventil) kann die Fertigung kostengünstig erfolgen, die Wartung ist einfach und das Aggregat ist, geringe Verschmutzung der Ventile vorausgesetzt, extrem zuverlässig.

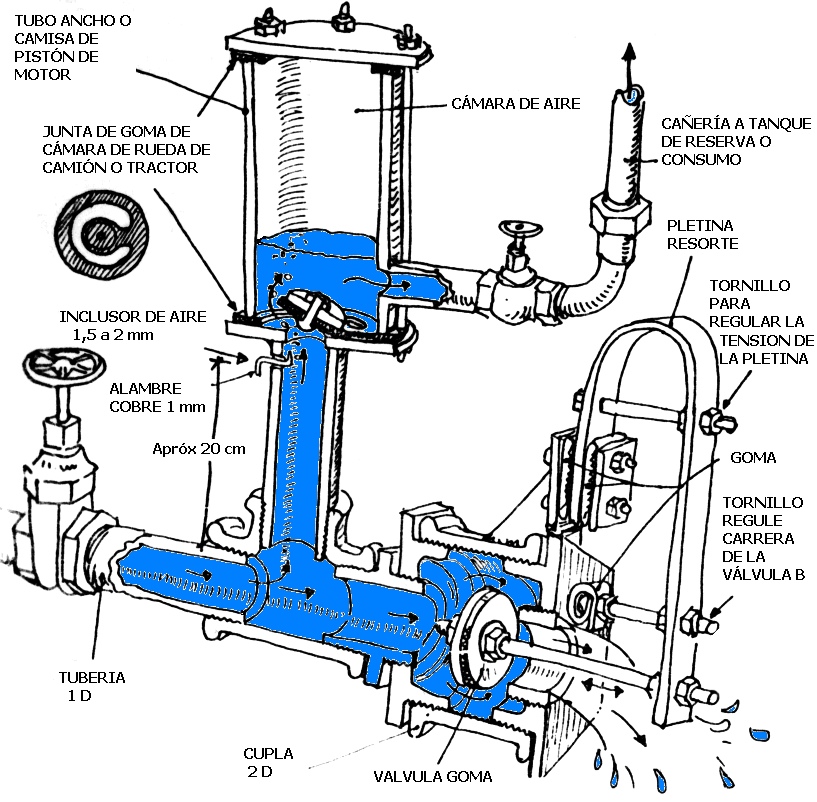
Planskizze mit Schnitt durch einen Selbstbau-Widder aus Wasserrohren

Aus einem Vorratsbehälter, der von einer Quelle oder einem Bach gespeist wird, strömt Wasser durch eine nicht zu kurze Triebleitung und tritt großteils an deren Ende durch das Stoßventil (am Widder) als Verlustwasser in das Fließgewässer aus.
Die Funktion des Stoßventils hängt ab von der Einstellung des Ventilspaltes. Im beistehenden Bild ist das schematisch dargestellt. Das Stoßventil wird durch eine Feder oder ein Gewicht offen gehalten. Bei großem Spalt kann das Wasser ohne Beeinflussung des Ventils abfließen. Bei richtig eingestelltem (kleinem) Spalt stellen sich andere Verhältnisse ein (siehe dazu auch ). Vor dem Ventil herrschen im Triebwasser der Druck p1 und die Fließgeschwindigkeit v1. Wegen des engen Spaltes fließt das Wasser im Ventil jedoch mit sehr viel höherer Geschwindigkeit v2 (Kontinuitätsgesetz). Gemäß den Strömungsgesetzen (Bernoulli) entsteht somit im Ventil ein Unterdruck p2 (dieser ist in hohem Maße abhängig von der Strömungsgeschwindigkeit). Dadurch wird das Ventil aufgrund der aus der Druckdifferenz p1-p2 resultierenden Kraft gegen die Kraft des Gewichtes bzw. der Feder geschlossen. Im praktischen Betrieb öffnet sich das Ventil periodisch, so dass es jedes Mal zu einer sehr schnellen Zunahme der Fließgeschwindigkeit im Ventil mit der Folge einer sprunghaften Erhöhung der Druckdifferenz kommt. Auf diese Weise schließt das Ventil schlagartig.
Der in der Triebleitung bis zu diesem Zeitpunkt strömenden Wassermasse wird also abrupt der Ausfluss versperrt. Die Wassermasse reagiert darauf mit einem gewaltigen Druckanstieg, der zur Umlenkung der Strömung (in Richtung auf den Windkessel) und zum Öffnen des Druckventiles (Rückschlagventil) führt.
Das Triebwasser strömt in den Windkessel und komprimiert die dortige Luft, bis der Gegendruck (verursacht durch die komprimierte Luft) eine Umkehrung der Fließrichtung bewirkt und dadurch das Druckventil wieder schließt. Durch das Schließen des Druckventils wird ein Unterdruckstoß initiiert, der sich nunmehr in der Triebwasserleitung ausbreiten kann.
Der im Windkessel verbliebene, unter hohem Druck stehende Teil des Wassers wird in die Steigleitung gedrückt, bis der Schweredruck in der Steigleitung und der (durch Expansion abnehmende) Druck der komprimierten Luft gleich groß sind. Das Wasser in der Steigleitung (Förderwasser) wird also bei jedem Pumpzyklus entsprechend dem zugeführten Volumen ein Stück angehoben, so dass es am Leitungsende (Verbrauchsort) pulsierend ausfließt. Es lassen sich dadurch Wasserdrücke bis 50 bar erzeugen, die Förderhöhen bis 500 m entsprechen. Typische Gefällehöhen der Triebwasserleitung liegen zwischen 30 cm und 5 m. Experimente haben gezeigt, dass das Verhältnis Fallhöhe zu Triebleitungslänge zwischen 1:3 und 1:12 liegen sollte.
Die Zykluszeit (Frequenz) der Pumpe wird insbesondere bestimmt durch die Dauer der Beschleunigung des Triebwassers vom Öffnen bis zum Schließen des Stoßventils und den Zeitraum, in dem das Druckventil geöffnet ist (vgl. untenstehendes Diagramm). Typisch sind 0,5 bis 2 Sekunden pro Zyklus. Die unten beschriebenen Schwingungserscheinungen spielen sich im Millisekundenbereich ab und haben keinen Einfluss auf die Zykluszeit. Beim Öffnen des Stoßventils (Auslösen eines neuen Zyklus) ruht das Triebwasser und es wirkt auf das Stoßventil nur der Schweredruck des Wassers (gemäß der Triebwasserfallhöhe). Das Ventilgewicht bzw. die Ventilfeder sind so bemessen, dass das Ventil gegen diesen Druck geöffnet wird. Ausgelöst wird die Öffnung durch den oben erwähnten Unterdruckstoß nach dem Schließen des Druckventils.
Selbsttätig ventilgesteuert teilt das System also von einer schrittweise strömenden Wassermenge (Triebwasser) niedrigen Drucks durch periodische wechselnde Umlenkung eine unter hohem Druck stehende, sich ebenfalls schrittweise (aufwärts) bewegende kleinere Menge Förderwasser ab. Der Hydraulische Widder stellt also einen Druckwandler dar.
Der Widder wird auch als Kolbenpumpe ohne Kolben bezeichnet, da das in den Windkessel einströmende und dort abgebremste Wasser die Funktion eines „Kolbens“ übernimmt, der das bereits dort befindliche Wasser in die Steigleitung drückt.

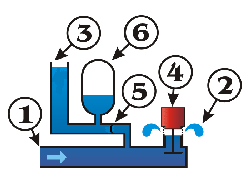
Wasser strömt durch die Triebleitung (1) und tritt am durch Gewicht (4) geöffneten Stoßventil (2) aus.
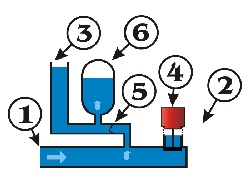
Stoßventil (2) schließt aufgrund des Wasserdruckes, der steigende Druck öffnet das Druckventil (5), Wasser strömt in den Windkessel (6)
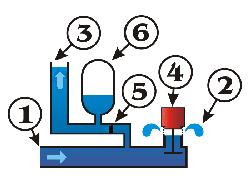
Gegendruck des Windkessels (6) schließt das Druckventil (5), Wasser aus dem Windkessel wird in die Steigleitung (3) gedrückt

## Druckstoßberechnung und Druckverlauf

### Abschätzung mit der Joukowskygleichung
Für die Abschätzung des Druckstoßes beim hydraulischen Widder wird oft die Gleichung von Joukowsky herangezogen. Diese wurde erstellt, um den Rohrleitungen gefährdenden Extremfall beim plötzlichen Schließen bzw. Öffnen eines Ventils zu ermitteln.
Es wird dabei vereinfachend angenommen, dass sich der Fluss (Volumenstrom) und die Strömungsgeschwindigkeit durch das Ventil während des Schließvorgangs nicht ändern und erst nach dem vollständigen Schließen des Ventils den Wert Null annehmen. Dies ist gleichbedeutend mit einer Ventilschließzeit {\displaystyle T_{s}} = 0. Die Joukowskygleichung liefert dennoch keinen unendlich großen Drucksprung, da die Kompressibilität des Wassers bei der Ableitung der Gleichung berücksichtigt wurde.
Zur Ableitung der Joukowskygleichung und zu weiteren Erläuterungen siehe  und .
{\displaystyle \Delta p=\rho \cdot c\cdot \Delta v}

wobei:
{\displaystyle \ \Delta p} = Druckänderung in N/m²,
{\displaystyle \ \rho } = Dichte in kg/m³ (Wasser: 1000 kg/m³),
{\displaystyle \ c} = Wellenfortpflanzungsgeschwindigkeit in m/s (Wasser: ca. 1000 m/s) und
{\displaystyle \ \Delta v} =Geschwindigkeitsänderung m/s ist.
Der Joukowskystoß ist die maximal mögliche Druckerhöhung. Der Druckstoß (Abbremsung der Strömungsgeschwindigkeit auf Null) breitet sich vom Stoßventil ausgehend  mit der Geschwindigkeit c aus und wird am Reservoir „reflektiert“, d. h., der Druck in der Leitung erzeugt nun einen Fluss in Richtung auf das Reservoir. Diese sich ebenfalls mit der Geschwindigkeit c bewegende Entspannungswelle erreicht nach entsprechender Laufzeit wieder das Stoßventil und erzeugt dort wegen der Trägheit der Wassermasse einen Unterdruck. Die reale Ventilschließzeit {\displaystyle T_{s}} wirkt sich somit nur dann aus, wenn der Unterdruckstoß vor dem vollständigen Schließen am Stoßventil angekommen ist und den dortigen Druck abschwächt.
Die Summe der Laufzeiten vom Stoßventil zum Reservoir und zurück wird als Reflexionszeit Tr der Druckwelle bezeichnet.
{\displaystyle T_{r}={\dfrac {2\cdot L}{c}}\ \ \mathrm {\lbrack s\rbrack } }
{\displaystyle \ L} = die Länge der Rohrleitung [m]
Fließt beispielsweise Wasser mit 3 m/s durch ein 5 m langes Rohr, so beträgt die Reflexionszeit {\displaystyle T_{r}} = 10 ms (Millisekunden) und der Druck steigt bei einer Ventilschließzeit von ebenfalls {\displaystyle T_{s}} = 10 ms kurzzeitig auf 30 bar (eine noch kürzere Schließzeit hat keine weitere Druckerhöhung zur Folge).
Es gibt eine Näherung, mit der der Einfluss der realen Schließzeit auf den Druckstoß grob abgeschätzt werden kann:
{\displaystyle \Delta p=c\cdot \rho \cdot \Delta v\cdot {\frac {T_{r}}{T_{s}}}}
({\displaystyle T_{s}} {\displaystyle \geq } {\displaystyle T_{r}})
wobei:
{\displaystyle T_{s}} die Schließzeit der Armatur [s]
und
{\displaystyle T_{r}} die Reflexionszeit [s]
ist.
Die Abschätzung des real auftretenden Druckstoßes mittels der Joukowskygleichung unter Berücksichtigung der Schließzeit des Stoßventils liefert zu hohe Werte. Zweckmäßiger ist eine näherungsweise Ermittlung des Druckstoßes mit dem Impulssatz.

### Abschätzung mit dem Impulssatz
Es wird nicht wie beim Joukowskystoß angenommen, dass sich die Fließgeschwindigkeit bis zum vollständigen Schließen des Stoßventils nicht ändert. Vielmehr werden die abzubremsende Wassermasse und die durch die Schließcharakteristik des Ventils bestimmte Geschwindigkeitsverminderung (negative Beschleunigung) zugrunde gelegt.
{\displaystyle F=m{\frac {dv}{dt}}=\rho LA{\frac {dv}{dt}}}
{\displaystyle \Delta p=\rho L{\frac {dv}{dt}}}
m Strömende Wassermasse
F Kraft auf die Querschnittsfläche der Triebwasserleitung
A Querschnittsfläche der Triebwasserleitung
L Länge der Triebwasserleitung
{\displaystyle \rho } Dichte des Wassers
{\displaystyle {\frac {dv}{dt}}} Geschwindigkeitsverringerung beim Schließen des Stoßventils
(siehe dazu auch „Theorie der starren Wassersäule“ in  und  )
Bei dem oben angeführten Beispiel (Länge der Triebwasserleitung L = 5 m, einer Ventilschließzeit von {\displaystyle T_{s}} = 10 ms und einer Strömungsgeschwindigkeit von {\displaystyle \ v} = 3 m/s) ergibt sich unter der Voraussetzung einer linearen Schließcharakteristik ({\displaystyle {\frac {dv}{dt}}={\frac {v}{T_{s}}}} = 300 m/s2) ein Druckstoß von 15 bar. Dies ist ein realistischerer Wert als der mit der Joukowsygleichung ermittelte, der unabhängig von der Länge der Triebwasserleitung gilt.
Für lange Triebwasserleitungen liefert der Impulssatz wegen der Nichtberücksichtigung der Kompressibilität des Wassers (starre Wassersäule) ggf. sogar größere Werte als die Joukowskygleichung, durch die der maximal mögliche Druckstoß gegeben ist. Beide Methoden stellen nur Abschätzungen unter Vernachlässigung verschiedener Einflussfaktoren dar. Für eine genauere Berechnung ist die „Theorie der elastischen Wassersäule“ heranzuziehen (siehe angeführte Literatur).
Es ist zu beachten, dass die Strömung durch den Druckstoß nur hinsichtlich ihrer ursprünglichen Strömungsrichtung gestoppt wird, wodurch eine Umlenkung in Richtung auf den Windkessel erfolgt. Die Strömung wird dadurch nicht unterbrochen und behält die ihr innewohnende kinetische Energie näherungsweise bei.

### Druckausbreitung

Druckausbreitung
Ausbreitung des Unterdrucks

Nach dem Schließen des Stoßventils (1) ist das Wasser vor dem Ventil auf die Geschwindigkeit Null abgebremst, während es in der Triebleitung weiter strömt.
Auf den ersten Blick ist das unverständlich. Es wird erklärlich, wenn man die gegenüber der viel größeren Wellenausbreitungsgeschwindigkeit geringe Fließgeschwindigkeit und die Kompressibilität des Wassers berücksichtigt. Beispielsweise bewegt sich das beim Beginn des Druckstoßes am Triebwassereinlauf befindliche und mit 3 m/s strömende Wasser während der Laufzeit der Druckwelle vom Stoßventil zum Reservoir bei einer 5 m langen Leitung (Laufzeit 5ms) nur um 15 mm.
Die Druckfront bewegt sich mit der Geschwindigkeit c in Richtung Reservoir und breitet sich dabei auch in Richtung auf den Windkessel aus. Das Druckventil wird geöffnet (2). Das Wasser strömt in den Windkessel ein, wobei, vom Druckventil ausgehend, sich eine Entspannungsfront ausbreitet, die sich ebenfalls mit c zum Reservoir und zum Stoßventil hin bewegt. Das vor Einströmen in den Windkessel ruhende Wasser wird durch die Entspannung der beiden Druckzonen (auf ihrer dem Windkessel zugewandten Seite) beschleunigt (3). Die dem Reservoir zugewandte Druckfront stoppt weiterhin das Wasser. Der Entspannung auf der Windkesselseite steht somit eine Kompression auf der Reservoirseite gegenüber. Beide Fronten bewegen sich mit c auf das Reservoir zu. Das bedeutet, dass eine Zone ruhenden Wassers sich mit c durch die Triebwasserleitung bewegt (4). Genau genommen ruht das Wasser nur in der Zonenmitte, da ja eine ständige Aus- und Einströmung vorhanden ist.
Wenn diese Druckzone das Reservoir erreicht hat, erfolgt die Reflexion, d. h., auch auf der Reservoirseite strömt das Wasser nun nicht mehr in die, sondern aus der Druckzone heraus (5). Die Fronten bewegen sich aufeinander zu und die Druckzone löst sich auf. Das Wasser strömt weiter durch den Tiefendruck angetrieben mit abnehmender Geschwindigkeit in den Windkessel (6), bis das Druckventil bei Druckausgleich zu schließen beginnt. Es entsteht eine Rückströmung aus dem Windkessel zum Reservoir (7).
Nach dem schlagartigen Schließen des Druckventils entsteht hinter dem Ventil eine Unterdruckzone, deren Fronten sich wiederum mit c ausbreiten (8). Nachdem eine Front das Stoßventil erreicht hat, beginnt dieses zu öffnen (9). Es wird Luft eingesaugt, so dass sich das Wasser verdichten (Volumenverkleinerung) und Atmosphärendruck annehmen kann (die Luft sorgt für den Volumenausgleich). Das ist gleichbedeutend mit einem Einströmen von Wasser in die Unterdruckzone, verbunden mit einer mit der Geschwindigkeit c erfolgenden Frontverlagerung (10). Die Einströmung erfolgt in der Nähe der Unterdruckfront, während im Bereich zum Stoßventil hin das Wasser bereits ruht.
Wie bei der Druckausbreitung bewegt sich nun eine Zone ruhenden Wassers (Unterdruck) mit der Geschwindigkeit c durch die Triebwasserleitung, da der Einströmung auf der Stoßventilseite eine Abströmung mit c auf der Reservoirseite gegenübersteht.
Nachdem die Unterdruckzone das Reservoir erreicht hat, wird sie reflektiert. An beiden Fronten der Zone erfolgt nun eine Einströmung, die zum Verschwinden der Unterdruckzone führt (11). Das jetzt ruhende Wasser wird durch den Tiefendruck beschleunigt und tritt am geöffneten Stoßventil aus, bis dieses wieder schließt (12).

### Druckverlauf

Vorgänge während eines Zyklus

Nur wenige messtechnische Untersuchungen zum Hydraulischen Widder sind bekannt. Die nachfolgende Beschreibung stützt sich auf die Veröffentlichung von Sobieski et al.
Das nebenstehende Diagramm basiert auf dieser Abhandlung. Es sind charakteristische Abläufe dargestellt, wobei überlagernde (höherfrequente) Schwingungen eliminiert wurden. Diese zusätzlichen Pulsationen werden in der Schrift ohne weitere Analyse auf Rohrelastizitäten und auf Reflexionen der Druckwelle am Reservoir zurückgeführt.
Der Druckstoß (1) erfolgt nach dem Schließen des Stoßventils. Das Druckventil öffnet sehr schnell und erreicht seine Endlage (2), wobei es plötzlich stoppt. Das in den Windkessel strömende Wasser erfährt eine abrupte Widerstandsänderung durch das Ventil, so dass es zu einem sekundären Druckstoß kommt. Das weiter in den Windkessel strömende Wasser erzeugt im Triebwasser wegen der Trägheit der strömenden Masse kurzzeitig einen Unterdruck (3) ohne das Stoßventil zu öffnen. Dies ist wichtig für den Dauereinsatz des Widders, da der Unterdruck über ein Schnüffelventil bzw. eine kleine Bohrung Außenluft nachzieht. Die Bläschen steigen nach oben, wodurch bei jedem Druckstoß der Luftvorrat im Windkessel nachgefüllt wird. Es kommt bei geöffnetem Druckventil zu einer Druckschwingung (4) als Gegenbewegung. Das Wasser strömt, angetrieben durch das Gefälle der Triebleitung, weiter in den Kessel. Der nun niedrige Wasserdruck im Triebwasser ist daran nicht ursächlich beteiligt (der Druckstoß dient also nur zur schnellen Öffnung des Druckventils und ist somit auch kein Maß für die erreichbare Förderhöhe). Vielmehr ist es die kinetische Energie des strömenden Triebwassers (das im Windkessel gestoppt wird), die den Druck auf das im Windkessel befindliche Wasser erzeugt und so für die weitere Befüllung sorgt. Die Kraft FW (bzw. der Druck FW/AW) auf den Ventilquerschnitt AW und damit auf das im Windkessel befindliche Wasser berechnet sich gemäß der obigen Gleichung näherungsweise zu:
{\displaystyle F_{W}=m{\frac {dv_{W}}{dt}}=\rho LA{\frac {dv_{W}}{dt}}}
{\displaystyle \Delta p_{W}=\rho L{\frac {A}{A_{W}}}{\frac {dv_{W}}{dt}}}
FW Kraft auf den Ventilquerschnitt des Druckventils
{\displaystyle \Delta p_{W}} Druck am Druckventil
{\displaystyle A_{W}} Querschnittsfläche des Druckventils
{\displaystyle v_{W}} Einströmgeschwindigkeit in den Windkessel
{\displaystyle {\frac {dv_{W}}{dt}}} Geschwindigkeitsverringerung beim Einströmen in den Windkessel
Beispielsweise ergibt sich für L = 5 m, A = AW (Leitungsquerschnitt dem Ventilquerschnitt entsprechend), {\displaystyle v_{W}} = 3 m/s (Anfangsgeschwindigkeit für die Windkesseleinströmung), Einströmzeit 0,1s (Druckventil offen) und daraus folgend {\displaystyle {\frac {dv_{W}}{dt}}} = 30 m/s2 (Linearität vorausgesetzt) ein Wert von {\displaystyle \Delta p_{W}} = 1,5 bar. Die maximal erreichbare Förderhöhe beträgt also 15 m. Die Einströmzeit ist u. a. abhängig vom Luftvolumen und vom Druck (Tiefendruck der Steigleitung) im Windkessel.
Bei (5) beginnt das Druckventil wegen des nun im Windkessel vorhandenen Gegendrucks zu schließen, wobei aus dem Windkessel eine Rückströmung in Richtung des Wasserreservoirs erfolgt. Diese Rückströmung wird beim vollständigen Schließen des Ventils schlagartig unterbrochen, so dass ein Unterdruck (6) auftritt, da das Wasser wegen seiner Trägheit weiter in Richtung Reservoir zu strömen bestrebt ist und durch die geschlossenen Ventile daran gehindert wird. Der Unterdruck löst das Öffnen des Stoßventils aus. Das eigentliche Öffnen erfolgt durch die Kraft der Feder bzw. des Gewichtes des Ventils. Das Triebwasser strömt mit sich erhöhender Geschwindigkeit durch das Ventil. Beim Erreichen der Endstellung (7) des Ventils (voll geöffnet) erfolgt in gleicher Weise wie beim sekundären Druckstoß (2) am Druckventil eine kurzzeitige Druckerhöhung. Nachdem das Triebwasser im Ventil eine Geschwindigkeit erreicht hat, die eine ausreichende Druckdifferenz über dem Ventil zur Folge hat, schließt das Stoßventil (8) und ein neuer Zyklus beginnt.

## Sonderanwendungen
Mit Hilfe einer Reihenschaltung mehrerer Widder können auch große Förderhöhen erreicht werden. Jedoch sinkt mit jeder Stufe die Menge des geförderten Wassers, weil nur etwa 10 % des durchfließenden Wassers weitergepumpt werden.
Unter Verwendung sogenannter „Wildwasserwidder“ lassen sich auch unterschiedliche Wässer für den Widderantrieb und die Wasserförderung verwenden. So kann zum Beispiel der Widder mit Oberflächenwasser betrieben werden, während das zu fördernde Trinkwasser aus einem Brunnen vom Triebwasser durch eine elastische Membran getrennt ist. Die Druckstöße des Triebwassers treiben also eine Art aufgesetzte Membranpumpe an.
Eine gewisse Vergleichbarkeit gibt es zur Lambachpumpe, bei der allerdings nicht die kinetische Energie des Wassers, sondern die potentielle Energie (Wasserdruck) die Förderung des Wassers bewirkt. Hier gibt es auch die Möglichkeit, das Wasser zum Antrieb vom geförderten Wasser zu trennen, so dass zum Beispiel auch qualitativ minderwertiges Wasser als Triebwasser verwendet werden kann.

## Typische Betriebsprobleme
Typische Betriebsprobleme sind Luft in der Treibleitung, Blockierung der Wasserzufuhr oder der Ventile oder Einfrieren im Winter.
Zu wenig Luft im Windkessel kann durch ein kleines Luftventil (1–2 mm Bohrung) oder ein Schnüffelventil knapp vor dem Rückschlagventil (Druckventil) vermieden werden. Dabei wird bei jedem Hub ein wenig Luft angesaugt und in den Kessel gedrückt.

### Stoßgeräusche
Ein weiteres Problem stellen die erheblichen Schallemissionen beim Druckstoß dar. In Wohn- oder Naturgebieten erfordern sie Maßnahmen zum Lärmschutz. Die dem Stoß ausgesetzten Teile der Konstruktion sind wegen der auftretenden Kräfte zumeist ganz aus Metall, wodurch die Stoßgeräusche auch auf Trieb- und Steigleitung übertragen werden. Als Gegenmaßnahme dient der Einbau (kurzer) Kunststoffrohrstücke an oder nahe den vom Widder abgehenden Rohrenden. Auf diese Weise wird die Ausbreitung der Geräusche über die Rohre deutlich verringert. Weitere Möglichkeiten sind klassischer Lärmschutz wie die Umhüllung mit einer Schalldämmung und – vor allem in Wohnbereichen – der unterirdische Einbau.

## Hydraulischer Widder als alternatives Modell für die Herzphysiologie
Vereinfacht wird üblicherweise gelehrt, dass das Herz als Pumpe den Blutkreislauf antreibe. Dieses Modell vernachlässigt die Beobachtung, dass der Blutkreislauf während der embryologischen Entwicklung vor der Herzentwicklung einsetzt, und konfligiert mit Beobachtungen in der kardiologischen Intensivmedizin, die zunehmend die aktive Rolle der Kreislaufperipherie für den Blutkreislauf mit berücksichtigt, um zu erfolgreichen Ergebnissen in der Therapie der Herzinsuffizienz zu kommen. Der amerikanische Kardiologe und Intensivmediziner Branko Furst fragte daher 2015, ob nicht das Modell des hydraulischen Widders die Herzfunktion im Kreislauf besser beschreibe als das herkömmliche Pumpenmodell. Diese Überlegung klammert jedoch die o. g. Tatsache aus, dass beim hydraulischen Widder nur etwa 10 % des durchfließenden Wassers als Förderwasser auf die höhere Ebene weitergepumpt werden und der Rest als Verlustwasser nach unten abfließt.

## Vergleich mit elektrischer Schaltung

Schaltplan eines elektrischen Aufwärtswandlers

Der hydraulische Widder hat auch ein elektrisches Analogon, das deutlich häufiger eingesetzt wird: den Aufwärtswandler, der aus einer geringen Gleichspannung impulsweise erheblich höhere Spannungsspitzen erzeugen kann . Dabei entsprechen:
- Induktivität L = träge Masse des Wassers in der Triebwasserleitung
- elektrischer Strom in der Induktivität = Strom des Wassers in der Triebwasserleitung
- Schalter S = Stoßventil
- Gleichrichter D = Druckventil
- Kondensator C = Windkessel
- Spannung UE und UA = Höhendifferenzen der verschiedenen Wasserspiegel

## Standorte
Siehe Liste von hydraulischen Widdern